# Zaluzianskya bella
Zaluzianskya bella är en flenörtsväxtart som beskrevs av O.M. Hilliard. Zaluzianskya bella ingår i släktet Zaluzianskya och familjen flenörtsväxter. Inga underarter finns listade i Catalogue of Life.